# Лаборатория по телематика
Лабораторията по телематика (ЛТ – БАН) е българска лаборатория със седалище в София, част от Българската академия на науките.
Занимава се с приложни изследвания в областта на информационните технологии.